# بريندا نوفاك
بريندا نوفاك (بالإنجليزية: Brenda Novak)‏ (1964، فيرنال في الولايات المتحدة)؛ كاتِبة ومؤلِّفة وروائية أمريكية.